# أبولو ومارسياس (لوحة)
أبولو ومارسياس (بالإنجليزية: Apollo and Marsyas)‏ هي لوحة تُصوِّرُ موضوعًا أسطوريًّا رسمها الرسام الإسباني - الإيطالي خوسيه دي ريبيرا في عام 1637، وهي من مقتنيات المتاحف الملكية للفنون الجميلة في بلجيكا [الإنجليزية]. وهُناك نسخ أخرى في متحف كابوديمونتي ومتحف نابولي الأثري. يُلاحظ تأثير كارافاجيستي الطاغي على رسامي هذه اللوحات التي تُصوِّر سلخ الإله الإغريقي أبولو لِمُنافسه الساتير مارسياس.

## الأسطورة
يُروى أنَّه بعد أن عزفت الإلهة أثينا أول مرة على الشبابة أو  الآلفلُّوس [الإنجليزية] (شبيه الناي) التي اخترعتها رمتها بعيدًا؛ لأنها جعلت خديها يبدوان منتفخين عندما تعزف عليها. وقعت الشبابة من الأوليمب فعثر عليها ساتير اسمه مارسياس. عزف عليها جيدًا ولكنَّه اغترَّ بنفسه فتحدى الإله أبولو فدعاه إلى منافسة موسيقية. فربح فيها أبولو وعاقب مرسیاس لتطاوله على الآلهة. فراح أبولو يطارده وعندما أمسك به في کهف قرب كاليني في فريجيا سلخه حيًّا. وقد تحول الدم النازف من مارسياس إلى نهر يحمل اسمه.